# Iceberg Ltd
 (mars 2017).
Si vous disposez d'ouvrages ou d'articles de référence ou si vous connaissez des sites web de qualité traitant du thème abordé ici, merci de compléter l'article en donnant les références utiles à sa vérifiabilité et en les liant à la section « Notes et références ».
Iceberg Ltd est un roman d'aventures français de Serge Brussolo, paru en 2000.

## Résumé
Peggy Meetchum est engagée par une japonaise du nom de Yuki Saiko Onoshita pour retrouver son père échoué sur la banquise lors d’un crash d’avion. Elle n’a d’autre choix que d'embarquer à bord d'un cargo dont le capitaine est poursuivi par les fantômes de son passé. Ce voyage au Pôle Nord s’avère très vite éprouvant entre un équipage superstitieux et un environnement naturel hostile.

## Personnages principaux
- Peggy Meetchum : plongeuse professionnelle, elle accepte de travailler pour Yuki afin de se remettre financièrement en selle.
- Yuki Saiko Onoshita : japonaise à la recherche de son père, informaticienne de génie ayant inventé un dispositif de protection de données informatiques inviolable.
- Rolf Amundsen : capitaine Norvégien du cargo, il a vu mourir sa famille 10 ans plus tôt lors du naufrage de son navire.
- Ignouk : esquimau superstitieux, il aide le capitaine Amundsen à faire la paix avec son passé en le soignant grâce à ses remèdes chamanistes.

## Particularités du roman
- On retrouve ici le personnage de Peggy Meetchum déjà rencontrée dans les romans Les Enfants du crépuscule et Baignade accompagnée.
- Le personnage du capitaine fait référence à l’explorateur norvégien Roald Amundsen, disparu au Pôle Nord à bord de son hydravion lors d’une tentative de sauvetage de l’ingénieur Umberto Nobile.

## Éditions
- G. de Villiers, coll. « Serial Thriller », 2000  (ISBN 2-7386-5931-4)
- LGF, coll. « Le Livre de poche » no 17213, 2002  (ISBN 2-253-17213-8)